# Приютинский сельсовет (Курганская область)
Приютинский сельсовет — упразднённое сельское поселение в Петуховском районе Курганской области Российской Федерации.
Административный центр — село Большое Приютное.
Законом Курганской области от 12 мая 2021 года № 49 к 24 мая 2021 года упразднён в связи с преобразованием муниципального района в муниципальный округ.

## История
Образован в 1919 году в Теплодубровской волости Ишимского уезда.
Постановлениями ВЦИК от 3 и 12 ноября 1923 года в составе Ишимского округа Уральской области РСФСР образован Петуховский район.
17 января 1934 года район вошёл в состав вновь образованной Челябинской области.
6 февраля 1943 года район вошёл в состав вновь образованной Курганской области.
14 июня 1954 года Большеприютинский сельсовет объединён с Малоприютинским сельсоветом, в один Приютинский сельсовет.

## Население
| 1989 | 2002 | 2004 | 2010 | 2012 | 2013 | 2014 |
| ---- | ---- | ---- | ---- | ---- | ---- | ---- |
| 760  | ↘609 | ↘605 | ↘492 | ↘454 | ↘436 | ↘403 |
| 2015 | 2016 | 2017 | 2018 | 2019 | 2020 |      |
| ↘382 | ↗390 | ↘388 | ↘381 | ↘345 | ↘324 |      |

## Состав сельского поселения
| № | Населённый пункт | Тип населённого пункта       | Население |
| - | ---------------- | ---------------------------- | --------- |
| 1 | Большое Приютное | село, административный центр | ↘331      |
| 2 | Малое Приютное   | деревня                      | ↘55       |
| 3 | Подувальная      | деревня                      | ↘106      |